# 鬲部
鬲部，為漢字索引中的部首之一，康熙字典214個部首中的第一百九十三個（十劃的則為第七個）。就繁體和簡體中文中，鬲部歸於十劃部首。鬲部只以左方、下方為部字。且無其他部首可用者將部首歸為鬲部。

## 部首單字解釋
1.ㄌㄧˋ，①古代的一種炊器，或作䰛。袋口，袋形腹，三錐形足。參見「鬲」條目。②古代喪禮時所用的一種瓦瓶。見字彙。
2.ㄍㄜˊ，①阻離、阻隔。通隔。②膈膜，通膈。見正字通。③用手搤物，通搹。⑤古國名，今山東省德縣北部。⑥河名，發源於河北，流入山東，今已淤塞
3.ㄜˋ，轅前用來扼住牛馬的頸子的東西。

## 字形

甲骨文
金文
大篆
小篆

## 字例
（依Unicode排名）
| 除部首外之筆劃 | 字例 |
| -------------- | ---- |
| 0              | 鬲   |
| 4              | 䰚䰙 |
| 5              | 䰛   |
| 6              | 䰜鬳 |
| 7              | 鬴   |
| 8              | 鬵   |
| 9              | 鬷   |
| 10             | 鬸   |
| 11             | 鬺鬹 |
| 12             | 䰝鬻 |
| 15             | 䰞   |
| 20             | 𩱳   |